# Hellwege (gmina)
Hellwege – miejscowość i gmina w Niemczech, w kraju związkowym Dolna Saksonia, w powiecie Rotenburg (Wümme), wchodzi w skład gminy zbiorowej Sottrum.

## Historia
Miejscowość wymieniana jest po raz pierwszy w roku 1275, w dokumentach biskupa Verden Konrada von Braunschweiga-Lüneburga występuje jako Hellewede. Badania archeologiczne potwierdzają, że tereny te były zasiedlone już około 1600-2000 lat p.n.e.
W 1911 wzniesiono most nad rzeką Wümme. Miejscowość została częściowo zniszczona podczas II wojny światowej.